# Nowdān (ort i Iran)
Nowdān (persiska: نودان) är en ort i Iran.   Den ligger i provinsen Fars, i den centrala delen av landet, 700 km söder om huvudstaden Teheran. Nowdān ligger 1 011 meter över havet och antalet invånare är 2 589.
Terrängen runt Nowdān är bergig österut, men västerut är den kuperad.Runt Nowdān är det ganska tätbefolkat, med 67 invånare per kvadratkilometer. Nowdān är det största samhället i trakten. Omgivningarna runt Nowdān är i huvudsak ett öppet busklandskap.